# The Duets
The Duets ist ein Jazzalbum von Mulgrew Miller und Niels-Henning Ørsted Pedersen. Die am 15. Januar 1999 im Studio 3 des dänischen Rundfunkhauses in Kopenhagen in Zusammenarbeit mit dem Dänischen Rundfunk entstanden Aufnahmen wurden 1999 zur nichtkommerziellen Verbreitung von dem Unternehmen Bang & Olufsen herausgegeben. Sie erschienen erstmals zur kommerziellen Nutzung 2020 auf Storyville Records unter dem neuen Titel The Duo: Duke Ellington 100.

## Hintergrund
Als Per Arnoldi in den 1990er Jahren Teil des Think Tanks von Bang & Olufsen war, schlug er eine Reihe von Duo-Aufnahmen von Duke Ellingtons Musik vor, denen das Unternehmen ursprünglich zustimmte. Duo-Aufnahmen entsprachen der Politik des Unternehmens, zu demonstrieren, wie gute Musik auf ihren HiFi-Geräten klang. Also wurde mit Miller und NHØP eine erste Aufnahme erstellt und eine CD produziert. Doch das Unternehmen verlor danach das Interesse an der Idee und so blieb dies die einzige Aufnahme, die in dieser Art gemacht wurde. Sie wurde zunächst nicht kommerziell veröffentlicht. Das Unternehmen verwendete die Aufnahme, um sie an Käufer ihres Equipments zu verteilen, tat dies jedoch später nicht mehr. 2020 wurde die Musik erstmals auf dem dänischen Label Storyville Records als kommerzielle CD veröffentlicht, komplett mit Arnoldis Original-Cover-Design, das hier zum ersten Mal zu sehen war. Neben zehn Ellington-Kompositionen spielen die Musiker „Blues in the PM“ eine Komposition von Mulgrew Miller, und NHØPs „O.D. Blues“.

## Editorischer Hinweis
Herausgegeben wurden die Aufnahmen 1999 als 40-seitiges gebundenes Heft (in Jewel-Case-Größe) mit Fotos und Geschichten der Beteiligten und von Duke Ellington. Die Hälfte des Buches besteht aus Werbematerial von Bang & Olufsen. Der gesamte Text ist in dänischer (bzw. in englischer) Sprache.
Bang & Olufsen legte die CD unter dem Titel The Duets (B&OCD1) vor; weiterhin erschien „C Jam Blues“ auf der Kompilation NHOP Friends Forever (Sony BMG 82876740052),  „Caravan“ auf DR Klassisk (DR Klassisk CR001).  Das Studioalbum  ist nicht zu verwechseln mit dem  bei Storyville erschienen Doppelalbum The Duo - Live! von Niels-Henning Ørsted Pedersen und Mulgrew Miller.

## Titelliste

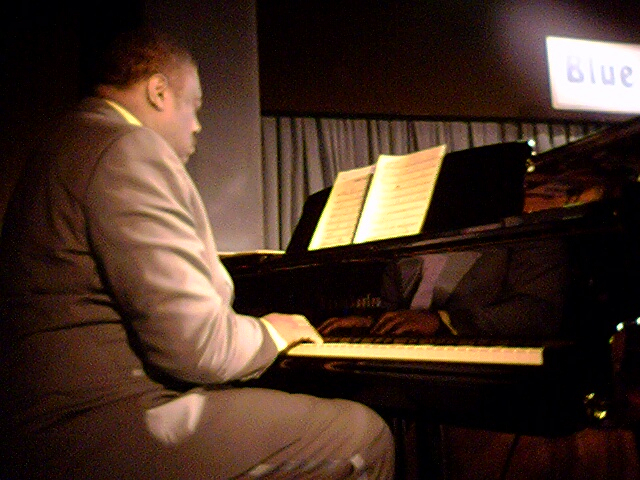
Mulgrew Miller

- Mulgrew Miller & Niels-Henning Ørsted Pedersen: The Duets;[2] The Duo: Duke Ellington 100 (Storyville 1018485)

1. C Jam Blues 3:51
2. Sophisticated Lady (Duke Ellington, Irving Mills) 4:44
3. Pitter Patter Panther 3:16
4. I Got It Bad 5:27
5. What Am I Here For 4:16
6. Mood Indigo (Barney Bigard, Duke Ellington) 4:45
7. Blues in the PM’s (Mulgrew Miller) 3:18
8. Come Sunday 4:49
9. Just Squeeze Me	5:04
10. Solitude 4:52
11. Caravan (Duke Ellington, Juan Tizol) 3:47
12. O.D. Blues (N.-H. Ørsted Pedersen) 3:10

Sofern nicht anders angegeben, stammen alle Kompositionen von Duke Ellington.

## Rezeption
Nach Ansicht von R.J. DeLuke (All About Jazz) zählt The Duo zu den besten Jazzalben des Jahres 2020.
Derek Ansell schrieb im Jazz Journal, Mulgrew Miller und NHØP würden ein gutes Team für diese Ellington-Auswahl bilden und sich durchweg gut miteinander verbinden. „Pitter Patter Panther“ wecke Erinnerungen an die alten Duette von Ellington mit Jimmy Blanton [im Jahr 1940], von denen diese Auswahl inspiriert wurde, obwohl Blanton eher ein abenteuerlustiger virtuoser Bassist gewesen sei, zu denen auch Charles Mingus und Scott La Faro gehörten, so der Autor. Hingegen würde NHØP mehr in der Bass-Tradition der soliden Begleitung eines Ray Brown und Oscar Pettiford stehen. Die beiden Musiker würden jedoch sehr gut zusammenarbeiten, und ihre Aufteilung auf die Solo-Pflichten und häufige Tempowechsel sorge für Interesse und Abwechslung. Zu den Höhepunkten des Albums zählt Ansell „Mood Indigo“ und „Come Sunday“; dies seien herausragende Tracks, die größtenteils in langsamem Tempo gespielt würden.